# 维多利亚·莱珀达图
维多利亚·莱珀达图（羅馬尼亞語：Victoria Lepădatu，1971年6月12日—），罗马尼亚女子赛艇运动员。她曾代表罗马尼亚参加1992年夏季奥林匹克运动会赛艇比赛，获得女子八人单桨有舵手银牌。